# Reprezentacja Białorusi w hokeju na lodzie mężczyzn
Reprezentacja Białorusi w hokeju na lodzie mężczyzn – kadra Białorusi w hokeju na lodzie mężczyzn.

## Historia
Pierwsze oficjalne spotkanie reprezentacja Białorusi rozegrała 7 listopada 1992 w eliminacjach do mistrzostw świata z drużyną Ukrainy (1:4). W meczu tym wystąpili m.in. Aleksandr Aleksiejew, Juryj Fajkou, Leonid Fatikow, Andrej Koszkin - zawodnicy występujący w polskiej lidze (w klubach STS Autosan Sanok i Podhale Nowy Targ) oraz Eduard Zankawiec, Aleh Chmyl. W kwalifikacjach z 1993 do mistrzostw świata Białoruś uzyskała awans do Grupy C.
Mimo wielu występów na międzynarodowych imprezach Białorusini nie zdobyli dotąd żadnych medali. Największym sukcesem reprezentacji Białorusi było zajęcie czwartego miejsca na igrzyskach w 2002 roku.
Od 10 lutego 2012 dla zawodników reprezentacji Białorusi jest zastrzeżony numer 24, z którym występował Rusłan Salej celem jego upamiętnienia.
Po raz pierwszy Białoruś była gospodarzem turnieju mistrzostw świata w 2014.
W związku z inwazją Rosji na Ukrainę IIHF w dniu 28 lutego 2022 ogłosiła, że zawieszono udział wszystkich drużyn narodowych i klubowych z Rosji i Białorusi każdej kategorii wiekowej we wszystkich zawodach i imprezach federacji do odwołania.

## Szkoleniowcy
Na podstawie materiału źródłowego:

- Władimir Safonow (1992)
- Andriej Sidorienko (1993-1996)
- Anatolij Warywonczyk (1996-2001, 2004)
  -  Władimir Mielenczuk (1997)
- Michaił Zacharau (1997)
- Walerij Woronin (2002)
- Władimir Krikunow (2002-2003)
  -  Władimir Safonow (2002-2003)
- Alaksandr Szumidub (2003)
- Jewgienij Lebiediew (2004)
- Michaił Zacharau (2003-2005)
- Glen Hanlon (2005-2006)
  -  Eduard Zankawiec (2005-2006)
- Curt Fraser (2006-2008)
- Andrej Husau (2009)
- Glen Hanlon (2009)
- Michaił Zacharau (2009-2010)
- Eduard Zankawiec (2010-2011)
- Kari Heikkilä (2011-2012)
- Andrej Skabiełka (2012-2013)
- Glen Hanlon (2014)
- Władimir Krikunow (2014)
- Dave Lewis (2014-2018)
- Siergiej Puszkow p.o. (2018)
- Andriej Sidorienko (2018-2019)
- Michaił Zacharau (2019-2021)
- Craig Woodcroft (2021)

W przeszłości asystentami w sztabie kadry byli także m.in. Władimir Mielenczuk (1997), Alaksandr Szumidub (2003), Andrej Husau (2009, 2010, 2011), Alaksandr Haurylonak (2010), Aleksandr Aleksiejew (2011). Do listopada 2012 selekcjonerem kadry był Fin, Kari Heikkilä. Jego następcą został Andrej Skabiełka, który sprawował tę funkcję do maja 2013. Asystentami trenera są Alaksandr Andryjeuski (2011, 2012, 2013) i Alaksiej Szczabłanau (2013). W czerwcu 2013 selekcjonerem po raz drugi został Kanadyjczyk Glen Hanlon. Jego asystentami zostali Eduard Zankawiec, Todd Christopher Woodcroft i Oleh Mikulczyk. W 2014 selekcjonerem był ponownie Hanlon, a we wrześniu 2014 zastąpił go drugi raz w karierze Władimir Krikunow i pozostawał nim do listopada 2014. W grudniu 2014 trenerem został Kanadyjczyk Dave Lewis. Jego asystentami zostali byli reprezentanci Białorusi Aleh Antonienka i Alaksandr Żuryk oraz Craig Woodcroft. Podczas turnieju MŚ 2016 w ekipie było sześciu asystentów: Antonienka, Woodcroft oraz Białorusini Juryj Fajkou i Andriej Miezin, a także Rosjanin Władimir Bure i Szwed Michael Lehner. Podczas turnieju MŚ 2017 w ekipie było sześciu asystentów: Antonienka, Fajkou, Miezin, Woodcroft, Bure oraz Fin Jari Kaarela. Do turnieju MŚ 2018 kadra przystąpiła z trenerem Lewisem (asystentami byli Wiaczesłau Husau, Miezin, Michaił Zacharau), jednak po początkowych meczach w turnieju Lewisa na stanowisku za
zastąpił Siergiej Puszkow. Jego asystentami byli Wiaczesłau Husau, Andriej Miezin, Michaił Zacharau. W turnieju reprezentacja została zdegradowana do Dywizji IA. W listopadzie 2018 selekcjonerem kadry został mianowany Andriej Sidorienko, a do sztabu jako jego asystenci weszli: Wital Kowal, Andrej Kawalou, Pawieł Pierapiechin. Od sierpnia 2019 do 2021 głównym trenerem reprezentacji Białorusi był Michaił Zacharau, prowadząc drużynę w turnieju MŚ 2021 (w 2020 mistrzostwa odwołano). W sztabie na MŚ 2021 byli Dzmitryj Karpikau, Michaił Krawiec, Władimir Worobjow. Po jego odejściu Zacharaua nowym szkoleniowcem został ogłoszony Kanadyjczyk Craig Woodcroft.

## Udział w turniejach

### Igrzyska olimpijskie
- 1994 – brak kwalifikacji
- 1998 – 7. miejsce
- 2002 – 4. miejsce
- 2006 – brak kwalifikacji
- 2010 – 9. miejsce
- 2014 – brak kwalifikacji
- 2018 – brak kwalifikacji

### Zimowa uniwersjada
- 2011: Srebrny medal

### Mistrzostwa świata
- 1993 – awans w kwalifikacjach do Grupy C
- 1994 – 22. miejsce (2. miejsce w Grupie C)
- 1995 – 21. miejsce (1. miejsce w Grupie C: awans)
- 1996 – 15. miejsce (3. miejsce w Grupie B)
- 1997 – 13. miejsce (1. miejsce w Grupie B: awans)
- 1998 – 8. miejsce
- 1999 – 9. miejsce
- 2000 – 9. miejsce
- 2001 – 14. miejsce: spadek
- 2002 – 17. miejsce (1. miejsce w grupie A I dywizji: awans)
- 2003 – 14. miejsce: spadek
- 2004 – 18. miejsce (1. miejsce w grupie A I dywizji: awans)
- 2005 – 10. miejsce
- 2006 – 6. miejsce
- 2007 – 11. miejsce
- 2008 – 9. miejsce
- 2009 – 8. miejsce
- 2010 – 10. miejsce
- 2011 – 14. miejsce
- 2012 – 14. miejsce
- 2013 – 14. miejsce
- 2014 – 7. miejsce (gospodarz)
- 2015 – 7. miejsce
- 2016 – 12. miejsce
- 2017 – 13. miejsce
- 2018 – 15. miejsce: spadek
- 2019 – 18. miejsce (2. miejsce w Dywizji I Grupie A: awans
- 2021 – 15. miejsce
- 2022 – wykluczenie